# Carmichaelia appressa
Carmichaelia appressa är en ärtväxtart som beskrevs av George Simpson. Carmichaelia appressa ingår i släktet Carmichaelia och familjen ärtväxter. Inga underarter finns listade i Catalogue of Life.